# Luarea de ostatici din Sydney din 2014

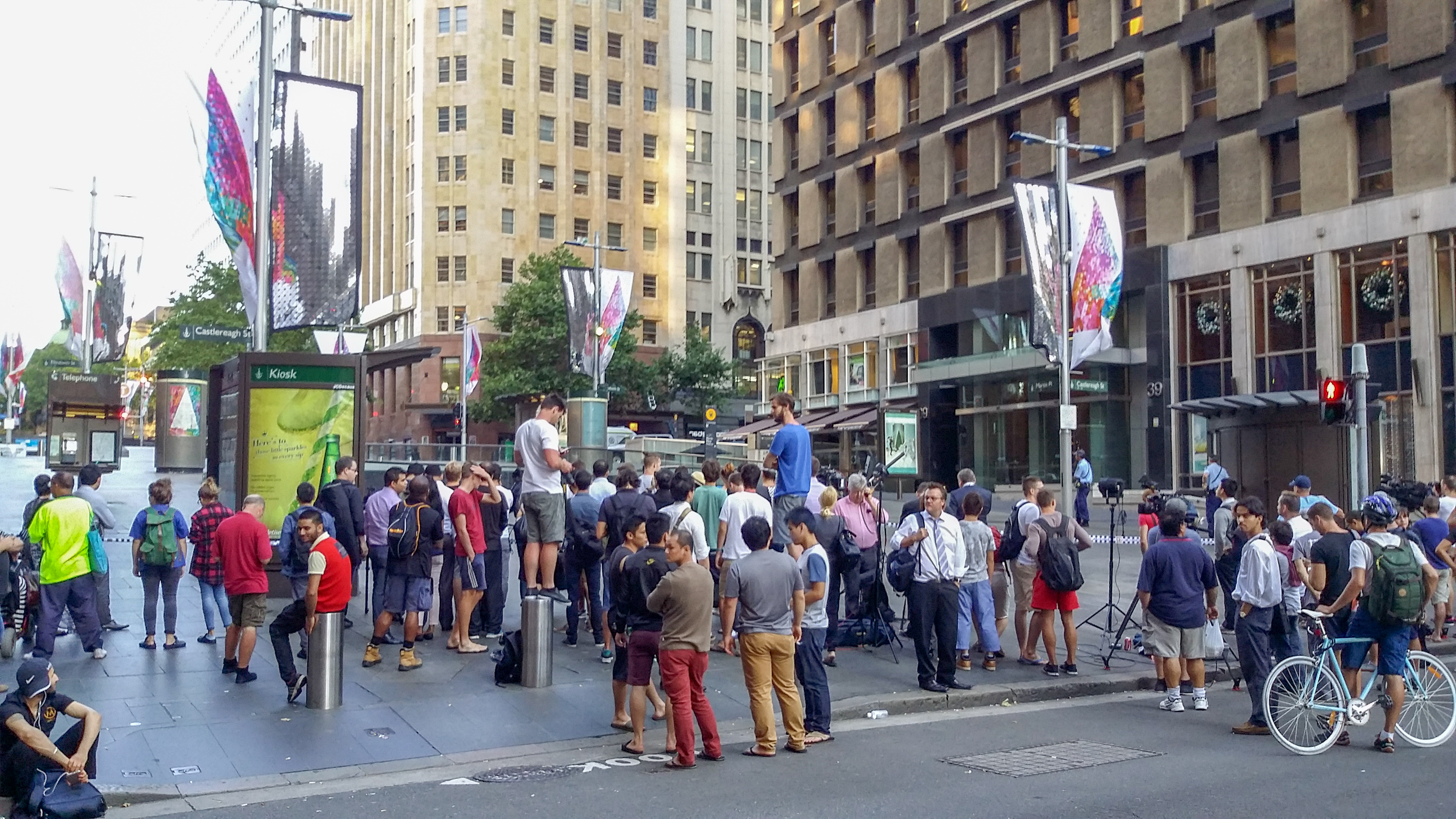
Oamenii în jurul cafenelei Lindt în timpul crizei ostaticilor.

Luarea de ostatici a început pe 15 decembrie 2014, în orașul Sydney din New South Wales, Australia. Un om înarmat, mai târziu identificat de poliție ca Man Haron Monis, un iranian cu cetățenie australiană, auto-proclamat cleric islamic, care a trăit în țară din 1996 și a avut antecedente de infracțiuni motivate de ură și agresiune sexuală, a intrat într-o cafenea din cartierul Martin Place (în regiunea centrală a orașului) și a reținut 17 persoane, angajați și clienți, pe care i-a ținut ostatici timp de aproape 17 ore.
Australia a decis cu ceva vreme în urmă să se alăture Statelor Unite ale Americii în lupta contra terorismului islamist, fapt ce a dus la primul incident extremist, în Sydney. Din nefericire, incidentul s-a soldat cu 3 morți și 6 răniți. După o intervenție în forță a trupelor speciale australiene, teroristul a fost ucis.

## Legături externe
Materiale media legate de Luarea de ostatici din Sydney din 2014 la Wikimedia Commons